# Pulo Gadung
Pulo Gadung è un sottodistretto (in indonesiano: kecamatan) di Giacarta Orientale, che a sua volta è una suddivisione di Giacarta, la capitale dell'Indonesia.

## Suddivisioni
Il sottodistretto è suddiviso in sette villaggi amministrativi (in indonesiano: kelurahan):
- Jatinegara Kaum
- Pisangan Timur
- Cipinang
- Pulo Gadung
- Kayu Putih
- Jati
- Rawamangun